# Pothyne suturella
Pothyne suturella là một loài bọ cánh cứng trong họ Cerambycidae.